# Rhaphidostichum cucullifolium
Rhaphidostichum cucullifolium är en bladmossart som beskrevs av Brotherus 1925. Rhaphidostichum cucullifolium ingår i släktet Rhaphidostichum och familjen Sematophyllaceae. Inga underarter finns listade i Catalogue of Life.